# Selam
Cet article concerne l'australopithèque. Pour le satellite de l'astéroïde (152830) Dinkinesh, voir Selam (lune).
 (février 2019).
Selam (répertorié sous le nom de code DIK-1/1), qui signifie « paix » en amharique, est le surnom donné à un fossile de l'espèce éteinte Australopithecus afarensis, découvert en 2000 à Dikika, dans l'Afar, en Éthiopie, par le paléoanthropologue éthiopien Zeresenay Alemseged de l'Institut Max-Planck d'anthropologie évolutionniste.

## Découverte
Selam fut découvert le 10 décembre 2000 près du village de Hadar sur la colline de Dikika 1, située au sud de la rivière Awash. Cette zone du nord-est de l'Éthiopie est riche en fossiles en tous genres. Le site où fut découvert Selam se trouve à quatre kilomètres du lieu où Lucy avait été découverte 26 ans plus tôt, ce qui a amené la presse à surnommer Selam « le bébé de Lucy » (bien qu'il soit plus vieux qu'elle d'environ 150 000 ans).
Le crâne est la première partie du squelette qui fut découverte. Le squelette se trouvait alors dans une gangue de sédiments en grès, ce qui a demandé un travail de dégagement de plus de cinq années, encore inachevé lors de l'annonce de la découverte.
La bonne préservation du squelette s'explique par le fait que le corps a été rapidement recouvert de sédiments lors d'une probable inondation, ce qui a permis sa conservation pendant plus de trois millions d'années. On ignore si Selam était déjà mort au moment de l'inondation.
La découverte fut annoncée le 20 septembre 2006 par le Scientific American, et sa description publiée le lendemain dans Nature.

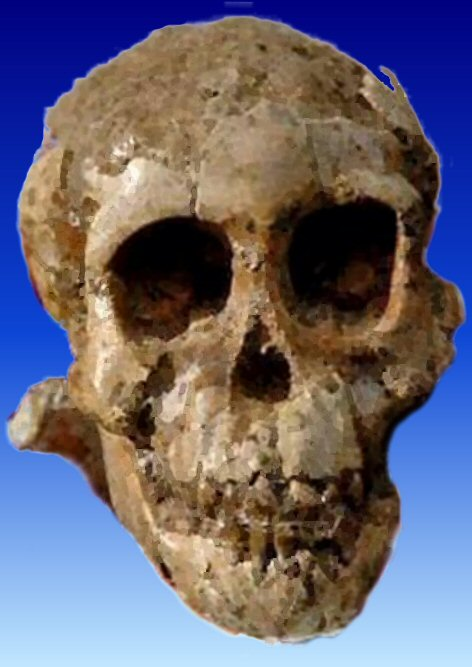
Le crâne de Selam

## Description
Selam est une petite femelle décédée à un âge estimé à 3 ans. L'une des particularités de ce fossile est l'état et le nombre des fragments trouvés : le crâne est quasiment complet ainsi que le torse et les omoplates ; d'importantes parties des jambes ont également été mises au jour.
L'étude des couches volcaniques qui recouvraient le fossile a permis d'évaluer son âge : Selam a vécu il y a 3,31 à 3,35 millions d'années, et est de ce fait le plus ancien fossile d'enfant hominine trouvé à ce jour.

## Analyse
L'analyse du squelette a permis de confirmer les connaissances déjà acquises à propos des australopithèques concernant leur mode de locomotion bipède mais chaloupée. Ils étaient aptes à la marche bipède, mais n'auraient pas été aptes à la course bipède au-delà d'une faible distance, sachant qu'ils se déplaçaient aussi à l'occasion dans les arbres. Ce mode de locomotion mixte, à la fois au sol et arboricole, était apparemment bien adapté au milieu de l'époque, qui mêlait des marais (où des fossiles de crocodiles et d'hippopotames ont été découverts) avec des forêts et des prairies.

## Honneur
Le 27 novembre 2023, le nom Selam est donné au satellite de l'astéroïde (152830) Dinkinesh. Ce dernier porte pour sa part le nom éthiopien de Lucy, un autre fossile d'Australopithecus afarensis.